# Biennale d'Issy
La biennale d'Issy est une biennale d'art contemporain se tenant à Issy-les-Moulineaux, en région parisienne. Elle a lieu les années impaires à partir de 2001. Elle est notamment hébergée au Musée français de la carte à jouer et mêle jeunes artistes sélectionnés et artistes confirmés.

## Éditions
- 2017 : Paysages, pas si sages[1]. Les cocomissaires sont Chantal Mennesson et Sophie Deschamps-Causse[1].
- 2015 : Noir, blanc, un duel éternel[2]